# 森特維爾 (伊利諾伊州諾克斯縣)
森特維爾（英語：Centerville）是位於美國伊利諾伊州諾克斯縣的一個非建制地區。該地的面積和人口皆未知。

## 地理
森特維爾的座標為41°03′52″N 90°03′15″W / 41.06444°N 90.05417°W，而該地的平均海拔高度為238米（即781英尺）。